# António Félix Machado da Silva e Castro

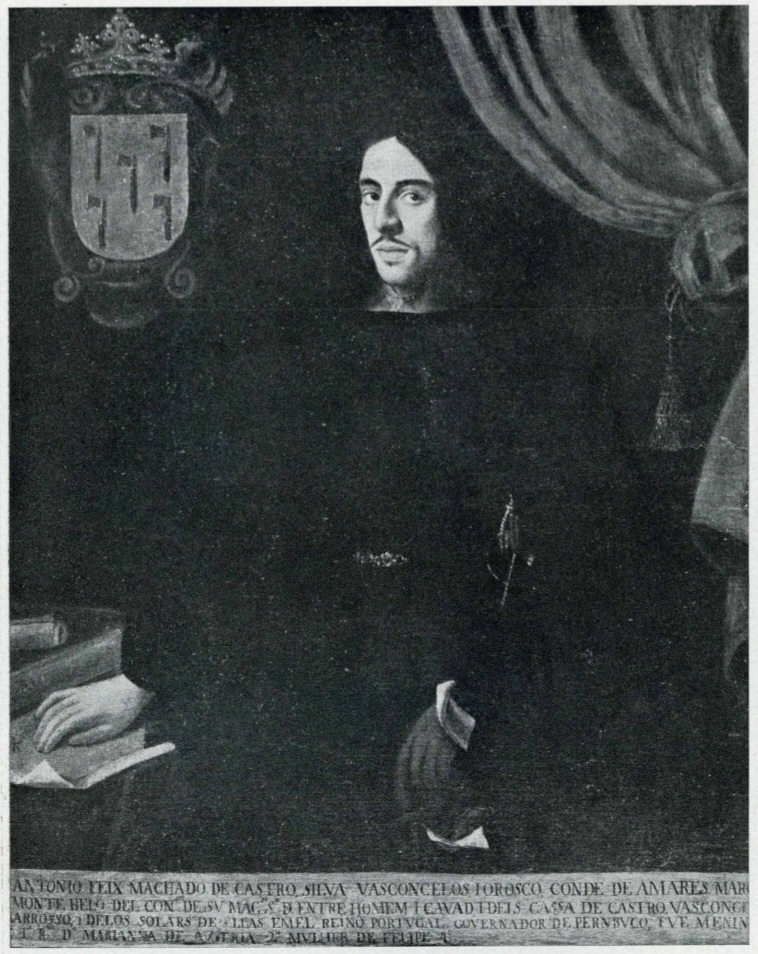
Retrato pelo napolitano Domenico Garrafa

António Félix Machado da Silva e Castro (Madrid, 3 de Julho de 1645 - ), 2.º marquês de Montebello, 2.º conde de Amares e 7.º senhor de Entre Homem e Cávado, fidalgo da Casa Real, do conselho do rei, foi um administrador colonial português.
Era alcaide-mor de Mourão e igualmente, pelo casamento, alcaide e comendador das vilas de Casal e do Seixo do Ervedal e do Seixal na Ordem de Cristo.

## Biografia
Era fidalgo da Casa Real, sucedeu nos títulos e casa de seu pai, e foi vedor da Casa da Rainha D. Maria Francisca Isabel de Saboia.
No seu território em Portugal, do qual tinha o principal senhorio, tinha a família uma capela dedicada a Santa Margarida, na Igreja de Carrazeda de Ansiães, da qual segundo Carvalho da Costa a mesma tinha o padroado, e à qual ofereceu um relicário da referida santa após a morte de seu pai e que Rodrigo Orozco, 1º marquês de Mortara, seu avô materno, a tinha já lá antes depositado.
Largando a casa dos pais, passou ao Reino de Portugal “logo depois das pazes”, que aconteceram depois do Tratado de Lisboa (1668) que fizeram acabar a Guerra da Restauração, deixou para trás em Castela uma comenda e tença de que vivia. Embarcou no galeão Santiago da armada em 1675 sendo nomeado cabo da artilharia e serviu também de praça de soldado e capitão de infantaria.
Serviu militarmente no Norte de África e na guerra da Sucessão de Espanha, onde terá levado o seu filho.
Foi o 13.º Governador-Geral e Pernambuco, de 5 de junho de 1690 a 13 de junho de 1693. Durante esse mandato, foi marcante o seu desentendimento com o bispo de Olinda, D. Matias de Figueiredo e Melo, mas, uma carta oficial apresentada ao rei por cento e vinte e quatro testemunhas reporta que o marquês "foi um perfeito governador sem que nenhum dos antecessores lhe levassem vantagem e seu exemplo muito desejado para o futuro, pois fora de bom acolhimento, afabilidade e trato com todos, e com singular procedimento em tudo que tocou ao procedimento das obrigações do seu cargo".

## Dados genealógicos
Filho de Félix Machado da Silva Castro e Vasconcelos, 1.º marquês de Montebello em Milão, 1.º conde de Amares e 6.º senhor de Entre Homem e Cávado  e de sua mulher Violante de Orozco, filha do 12.º conde de Porcia e de Brugnara Hermes.
Casou em Lisboa, Pena, a 2 de Dezembro de 1675, com Luísa Maria de Mendonça e Eça (c. 1650 - ?), filha de Manuel de Sousa da Silva e Meneses, vedor da casa da Rainha D. Mariana de Áustria, cavaleiro da Ordem de Avis, e de sua mulher Joana Francisca de Mendonça, filha de Diogo de Mendonça Furtado, 12.º governador-geral do Brasil e de sua mulher Maria da Cunha.
Tiveram:
- Félix José Machado de Mendonça Eça Castro e Vasconcelos (22 de Março de 1677 - ), governador de Pernambuco, senhor de todos os bens de seu pai e herdeiro de 2.º marquês de Mortara e conde de Olias, grande de Espanha. Foi casado com D. Eufrásia de Meneses, filha de D. Luís Baltazar da Silveira.
- Manuel de Sousa, cónego da Sé de Braga, deixando a vida eclesiástica seguiu a militar. Sem geração.
- Joana de Mendonça (25 de Março de 1678) casada com Simão de Melo Cogominho, senhor dos morgados da Parta, da Torre das Coelheiras e Mouras.[2]

Fora do casamento teve uma filha bastarda.